# Eliminate Smoochy
Eliminate Smoochy (Death to Smoochy) è un film del 2002 diretto da Danny DeVito.

## Trama
Rainbow Randolph è la star indiscussa di un programma televisivo dedicato ai bambini. Quando viene beccato a prendere bustarelle dai genitori per fare in modo che i propri figli siano in primo piano, viene licenziato.
I produttori, dovendo riguadagnare la fiducia del pubblico, ingaggiano Smoochy, paffuto pupazzo che ha le sembianze di un rinoceronte rosa; l'intento è quello di riportare al successo la trasmissione sfruttando la sua ingenuità. Non solo Smoochy riesce nel progetto televisivo, ma ottiene successo anche nella vita personale, riuscendo a riconquistare una sua ex fiamma. Ma si dovrà scontrare con l'ira di Rainbow Randolph, che cercherà in tutti i modi di eliminarlo sia dalla scena che dalla vita.

## Critica
Per questo film l'attore Robin Williams è stato candidato ai Razzie Awards 2002 come Peggior attore non protagonista.